# Robert Sherbrooke
Robert St Vincent Sherbrooke, detto Rupert (Oxton, 8 gennaio 1901 – Oxton, 13 giugno 1972), è stato un ammiraglio britannico, ufficiale della Royal Navy durante il periodo della seconda guerra mondiale.
Comandante di cacciatorpediniere, durante il conflitto prestò servizio nelle acque dell'Europa settentrionale prendendo parte alla campagna di Norvegia e alla scorta dei "convogli artici" per l'Unione Sovietica; per le sue azioni di comando alla battaglia del mare di Barents del 31 dicembre 1942 fu insignito della Victoria Cross, massima onorificenza militare del Regno Unito e del Commonwealth.

## Biografia

### Primi anni
Nato a Oxton, un villaggio del Nottinghamshire, Robert Sherbrooke era figlio di Henry Graham Sherbrooke, un capitano di vascello della Royal Navy, e di Flora Maude Francklin. Dopo gli studi al Royal Naval College, Osborne e al Britannia Royal Naval College, Sherbrooke divenne guardiamarina della Royal Navy nel gennaio 1917 e prestò servizio durante la prima guerra mondiale a bordo della nave da battaglia HMS Canada. Promosso tenente il 15 aprile 1921, capitano di corvetta il 15 aprile 1929 e comandante il 31 dicembre 1935, Sherbrooke trascorse buona parte del periodo interbellico imbarcato su navi da battaglia e incrociatori dell'Atlantic Fleet e della Mediterranean Fleet; nell'ottobre 1936 ottenne il suo primo comando, quello del cacciatorpediniere HMS Vanoc. Nel 1929 sposò Rosemary Neville, dalla quale ebbe due figlie.
Dopo aver frequentato i corsi per ufficiali di stato maggiore del Royal Naval College di Greenwich tra il gennaio 1938 e l'aprile 1939, nel luglio 1939 Sherbrooke tornò in mare come ufficiale comandante del cacciatorpediniere HMS Wakeful, in forza alla Home Fleet.

### La seconda guerra mondiale
Con l'inizio della seconda guerra mondiale Sherbrooke passò al comando del cacciatorpediniere HMS Afridi nel gennaio 1940 e quindi, nell'aprile seguente, del cacciatorpediniere HMS Cossack. Al comando di quest'ultima unità, Sherbrooke partecipò il 13 aprile 1940 alla seconda battaglia navale di Narvik durante gli scontri della campagna di Norvegia: il Cossack fu duramente impegnato nella battaglia, affrontando a distanza ravvicinata i cacciatorpediniere tedeschi asserragliati nel porto di Narvik e le batterie di artiglieria posizionate a terra, subendo vari danni per i colpi ricevuti; per le sue azioni a Narvik, Sherbrooke fu insignito dell'onorificenza del Distinguished Service Order. Dopo aver comandato il cacciatorpediniere HMS Matabele tra il novembre 1940 e il febbraio 1941, dal luglio 1941 Sherbrooke ricoprì incarichi a terra presso la base navale di Freetown in Sierra Leone, comandando anche tra il febbraio e l'agosto 1942 la nave appoggio cacciatorpediniere HMS Philoctetes qui stanziata.
Promosso capitano il 30 giugno 1942, Sherbrooke fu fatto il 28 novembre seguente ufficiale comandante della 17th Destroyer Flotilla con insegna sul cacciatorpediniere HMS Onslow, venendo quindi assegnato alle operazioni di scorta ai "convogli artici" diretti dal Regno Unito ai porti nel nord della Russia. Il 25 dicembre 1942 Sherbrooke e la sua flottiglia furono assegnati come scorta diretta del convoglio mercantile JW 51B, salpato da Loch Ewe e diretto a Murmansk attraverso il Mare di Norvegia; il 31 dicembre seguente, mentre il convoglio transitava a settentrione di Capo Nord, forze navali di superficie tedesche lanciarono un pesante attacco, dando avvio alla battaglia del mare di Barents. I tedeschi potevano contare sul fuoco dei pezzi di grosso calibro dell'incrociatore pesante Admiral Hipper, ma Sherbrooke reagì con decisione all'attacco: dopo aver protetto i mercantili con una cortina fumogena, l'ufficiale si lanciò in avanti con i suoi cacciatorpediniere nel tentativo di distrarre i tedeschi e lanciare un attacco con i siluri. L'Onslow, che guidava la formazione dei cacciatorpediniere britannici, fu ben presto inquadrato dai grossi calibri dell'Hipper, venendo centrato varie volte e accusando danni e vittime a bordo: un proiettile colpì il ponte di comando ferendo gravemente lo stesso Sherbrooke, che perse l'uso di un occhio, ma ciò nonostante il capitano continuò a guidare l'azione e rifiutò ogni assistenza medica fino a che il comando della flottiglia non passò all'ufficiale più anziano, il tenente comandante D. C. Kinloch imbarcato sul cacciatorpediniere HMS Obedient. Le azioni di Sherbrooke furono importanti nel proteggere il convoglio e far guadagnare tempo ai britannici per far intervenire le unità della scorta a distanza, le quali inflissero perdite ai tedeschi fino a farli ritirare; per le sue azioni di comando durante la battaglia, Sherbrooke fu quindi insignito della Victoria Cross, massima onorificenza militare del Commonwealth.
Sherbrooke continuò a comandare la 17th Flotilla fino al febbraio 1943; dopo un periodo di riposo fu fatto ufficiale comandante della base navale HMS Condor presso Arbroath in Scozia dal giugno al dicembre 1943, ma dopo non ricoprì alcun altro incarico fino alla conclusione delle ostilità.

### Il dopoguerra
Dall'agosto 1945 al maggio 1946 Sherbrooke comandò l'incrociatore leggero HMS Aurora, per poi svolgere incarichi di stato maggiore presso l'Ammiragliato tra il 1946 e il 1948; promosso commodoro il 29 novembre 1948, svolse l'incarico di comandante della base della Fleet Air Arm di Lee-on-the-Solent nell'Hampshire (HMS Daedalus) fino al maggio 1949. Dopo un periodo di messa a riposo, Sherbrooke ottenne la promozione a retroammiraglio il 7 luglio 1951 ricoprendo quindi, dal novembre dello stesso anno, l'incarico di ufficiale comandante delle forze navali britanniche nella Germania occupata e di rappresentante navale per il Regno Unito presso la Commissione alleata di controllo.
Ritiratosi dal servizio attivo nella Royal Navy nel maggio 1953, Sherbrooke ottenne l'onorificenza di compagno dell'Ordine del Bagno il 1º giugno dello stesso anno. Ricoprì quindi vari incarichi amministrativi e cerimoniali nella sua regione natale del Nottinghamshire, come quello di Alto sceriffo (1958), giudice di pace (1960), vice luogotenente (1964) e quindi Lord luogotenente (1968); tra il 1964 e il 1968 fu inoltre segretario dell'Ordine del Bagno. Sherbrooke morì il 13 giugno 1972, all'età di 71 anni, nel suo villaggio natale; le sue spoglie sono sepolte nel cimitero della Chiesa di San Pietro e Paolo di Oxton.